# Upławy
Upławy – nieprawidłowa wydzielina z pochwy, świadcząca o infekcji bakteryjnej bądź grzybiczej pochwy. Upławy mogą być bezwonne lub o rybim i cuchnącym zapachu, obfite lub skąpe, ropne, wodniste, serowate, pieniste czy podbarwione krwią.

## Upławy w okresie noworodkowym i niemowlęcym
W okresie noworodkowym i niemowlęcym pojawiają się jasne upławy śluzowe, które wynikają z działania estrogenów matki, zazwyczaj ustają po kilku dniach. Należy wykonywać zabiegi pielęgnacyjne i dbać o higienę dziecka aby uniknąć zakażenia pochwy.

## Upławy w okresie dziecięcym
W okresie dziecięcym następuje okres tak zwanej ciszy hormonalnej, w którym nie występuje żadna wydzielina z pochwy u dziewczynki. Jeżeli jednak pojawią się upławy, jest to zmiana patologiczna spowodowana zapaleniem pochwy. Często jest to związane z ciałem obcym w pochwie lub zakażeniem pochwy. Konieczne jest badanie i usunięcie ciała obcego bądź pobranie wymazu bakteriologicznego, wirusologicznego lub mikologicznego i wdrożenie leczenia.

## Upławy w okresie dojrzewania
Z chwilą rozpoczęcia wytwarzania estrogenów u dziewczynki pojawia się przejrzysta lub biała wydzielina, czasem dość obfita, podobna do "krochmalu". Jest objawem zbliżającej się pierwszej miesiączki (menarche). Należy w tym czasie dbać o higienę i często zmieniać bieliznę. Niezastosowanie tych zasad może doprowadzić do zapalenia pochwy.

## Upławy w okresie rozrodczym
Najczęstszą przyczyną upławów w tym okresie jest zapalenie pochwy. Najczęściej jest to stan izolowany, ale może on także dotyczyć szyjki macicy lub rzadziej sromu. Konieczne jest wykonanie badań bakteriologicznych i wdrożenie leczenia. 

## Upławy w okresie pomenopauzalnym
W okresie tym upławom często towarzyszy świąd i pieczenie. Jednak głównym objawem jest występowanie suchości w pochwie, która związana jest z niedoborem estrogenów. Postępowanie polega na podawaniu estrogenów dopochwowo.

## Rodzaje upławów
- zakażenie pałeczkami Mobiluncus oraz Gardnerella vaginalis powodują wystąpienie szarobiałych upławów o nieprzyjemnej "rybiej" woni[2]
- nowotwór pochwy powoduje wystąpienie podbarwione krwią upławy oraz bóle podbrzusza[2]
- rzeżączkowe zapalenie szyjki macicy powoduje wystąpienie ropnych upławów[3]
- infekcja grzybicza pochwy powoduje wystąpienie białych, grudkowatych i serowatych upławów[3]
- rzęsistkowica objawia się żółtozielonymi i pienistymi upławami[3]

## Leczenie
Leczenie upławów jest zróżnicowane w zależności od rodzaju infekcji pochwy. Przede wszystkim należy zgłosić się do ginekologa w celu wykonania wymazów bakteriologicznych, wirusologicznych i mikologicznych, następnie zostaje wdrożone odpowiednie leczenie. Waginozę  bakteryjną najczęściej leczy się metronidazolem i klindamycyną.